# Condado de Houston (Tennessee)
El condado de Houston (en inglés: Houston County, Tennessee), fundado en 1906, es uno de los 95 condados del estado estadounidense de Tennessee. En el año 2000 tenía una población de 8.088 habitantes con una densidad poblacional de 15.6 personas por km². La sede del condado es Erin .

## Geografía
Según la Oficina del Censo, el condado tiene un área total de 535,92 km² (206,9 mi²), de la cual 518,54 km² (200,2 mi²) es tierra y 17,38 km² (6,7 mi²) es agua.

### Condados adyacentes
- Condado de Stewart norte
- Condado de Montgomery noreste
- Condado de Dickson este
- Condado de Humphreys sur
- Condado de Benton oeste

## Demografía
En el 2000 la renta per cápita promedia del condado era de $29,968, y el ingreso promedio para una familia era de $35,395. El ingreso per cápita para el condado era de $15,614. En 2000 los hombres tenían un ingreso per cápita de $29,598 contra $19,983 para las mujeres. Alrededor del 18.10% de la población estaba bajo el umbral de pobreza nacional.

## Lugares

### Ciudades y pueblos
- Erin
- Tennessee Ridge

### Principales carreteras
- State Route 13
- State Route 46
- State Route 49
- State Route 147
- State Route 149
- State Route 231
- State Route 232